# Pobladura de Yuso
Pobladura de Yuso es una localidad española perteneciente al municipio de Castrocontrigo, en la provincia de León, en la Comunidad Autónoma de Castilla y León. Está situado en la comarca de La Valdería.
Cuenta con una población de 29 habitantes, de los cuales 17 son varones y 12 son mujeres (INE 2019 ).

## Entorno

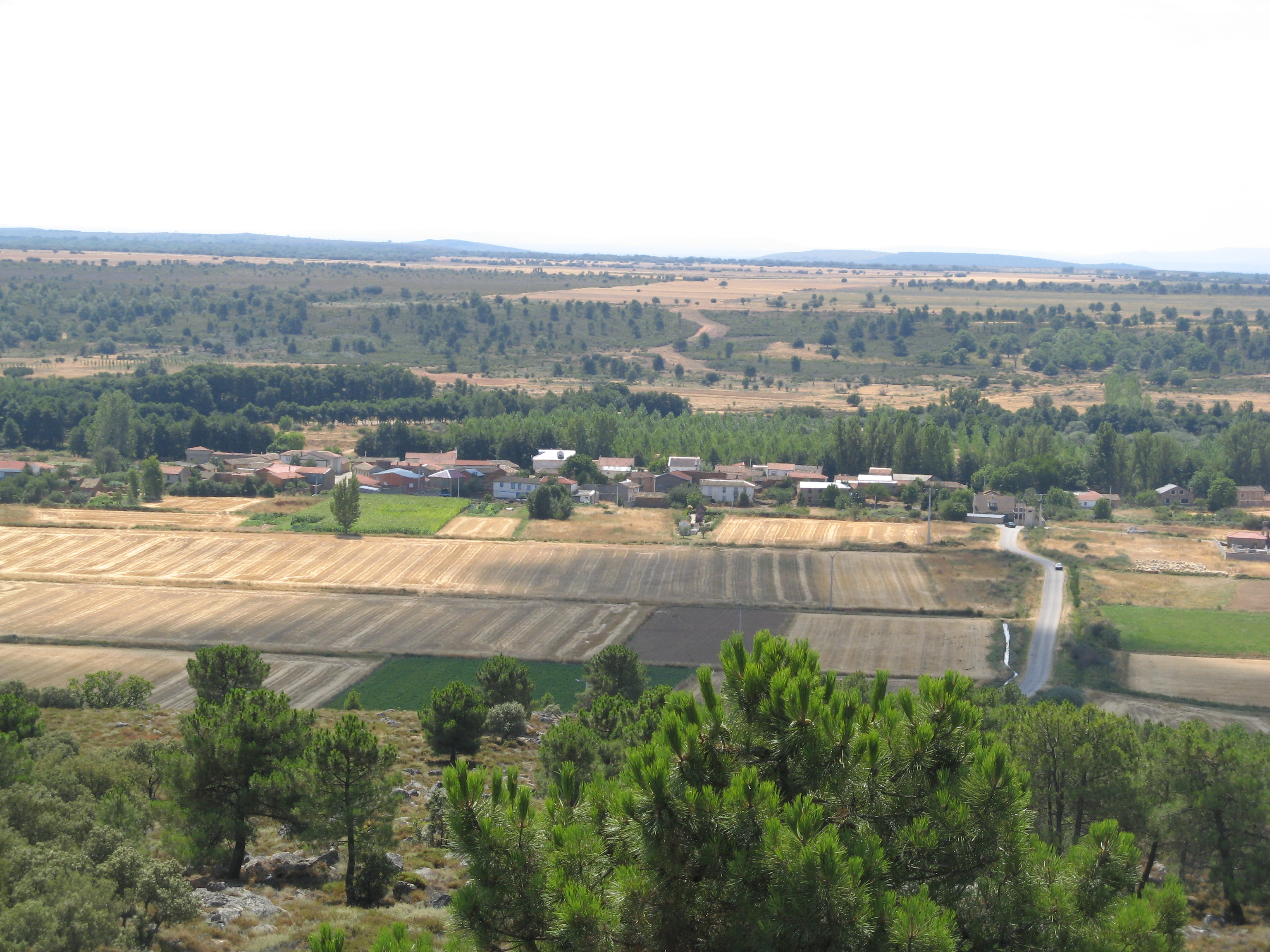
Vista de Pobladura de Yuso desde Castrión.

El pueblo está situado en el valle de río Eria, entre los pueblos de Pinilla de la Valdería y Felechares de la Valdería.

## Monumentos

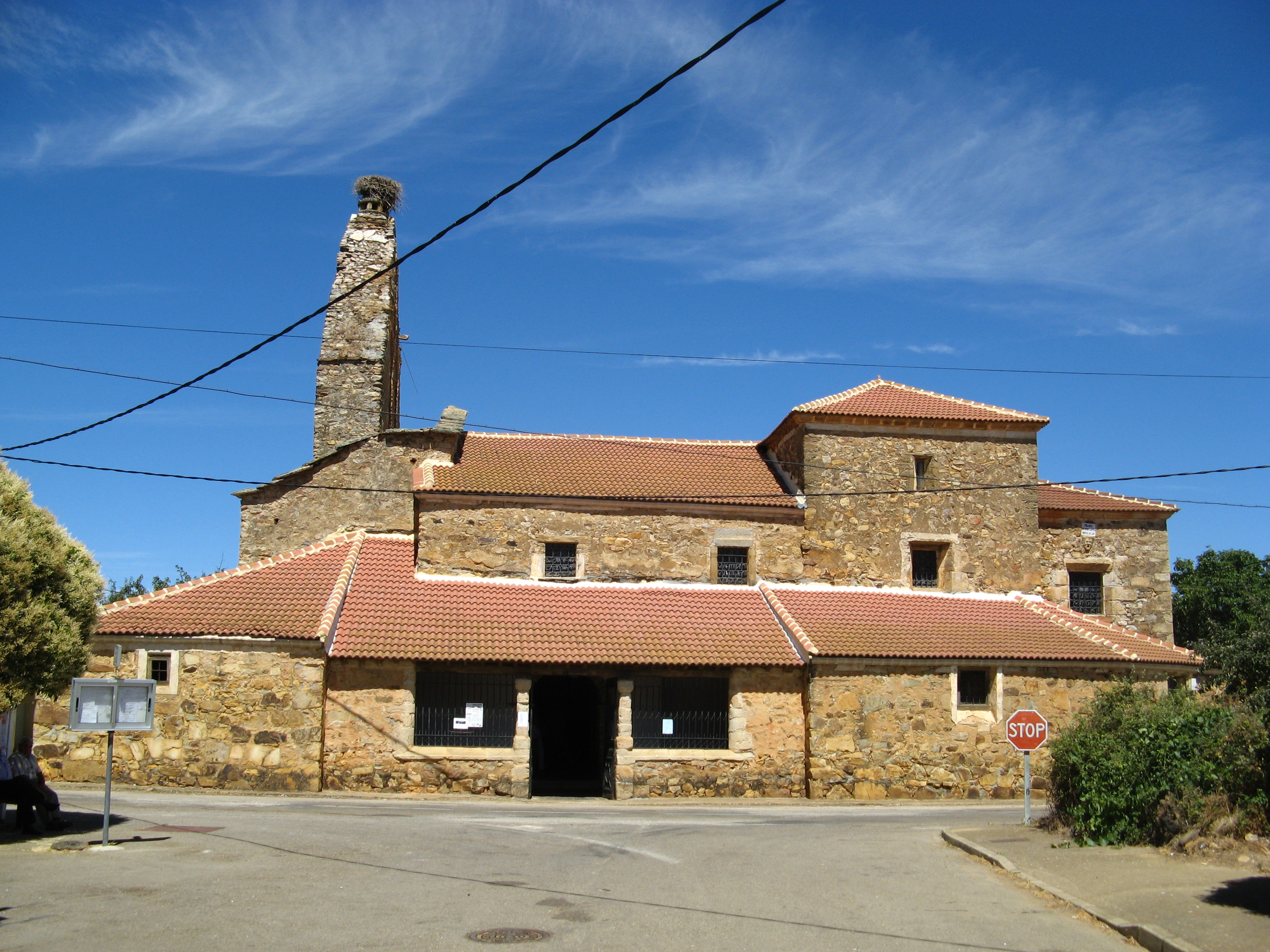
Iglesia de San Andrés.

- Iglesia de San Andrés, del siglo XVIII.
- Viejo molino comunal.

## Fiestas
- San Andrés, el 30 de noviembre.
- Corpus Christi.
- Fiesta de verano, el 13 de agosto.

- Datos: Q5573497
- Multimedia: Pobladura de Yuso / Q5573497